# Fiat 500 Topolino

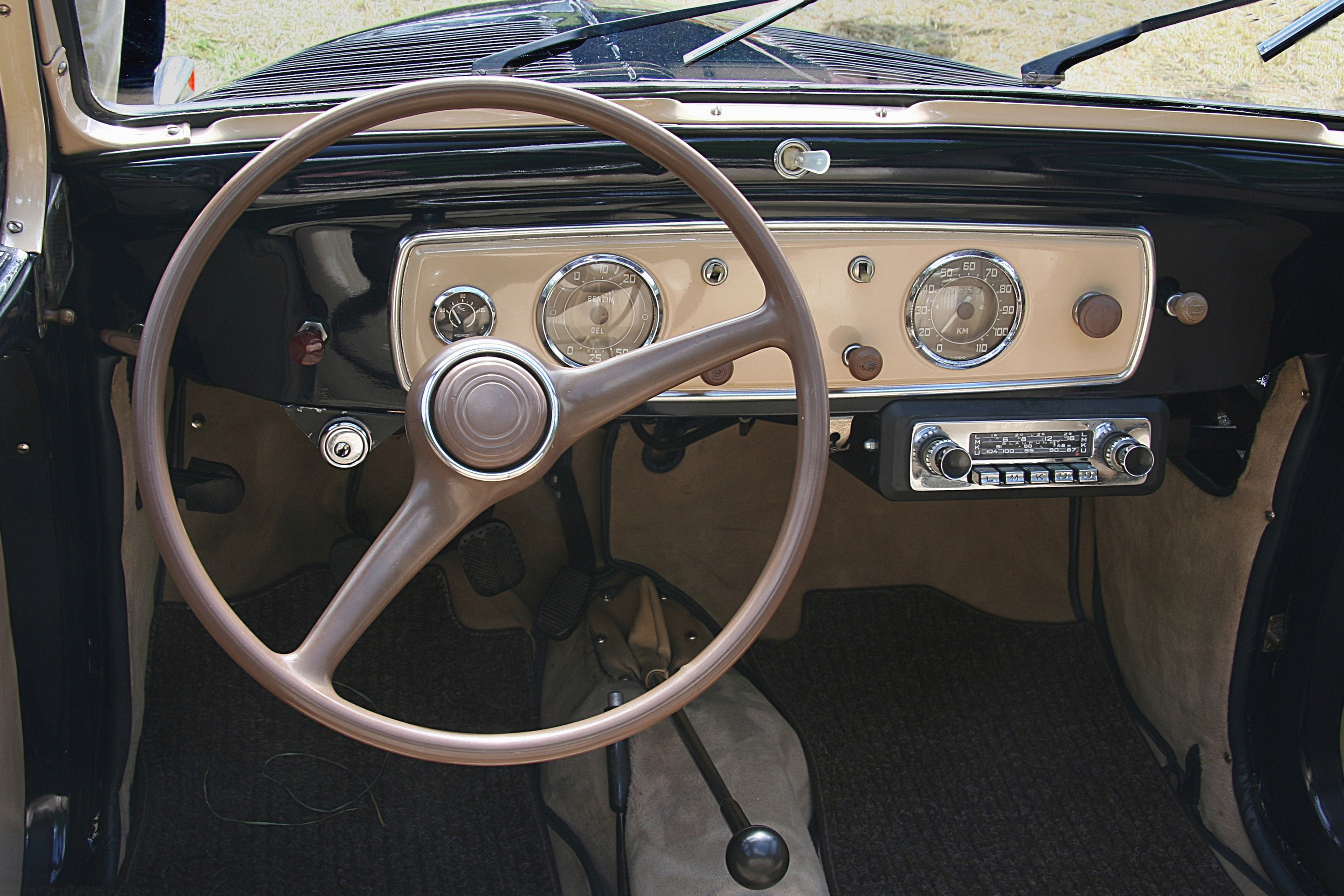
Fiat 500 C, Baujahr 1949

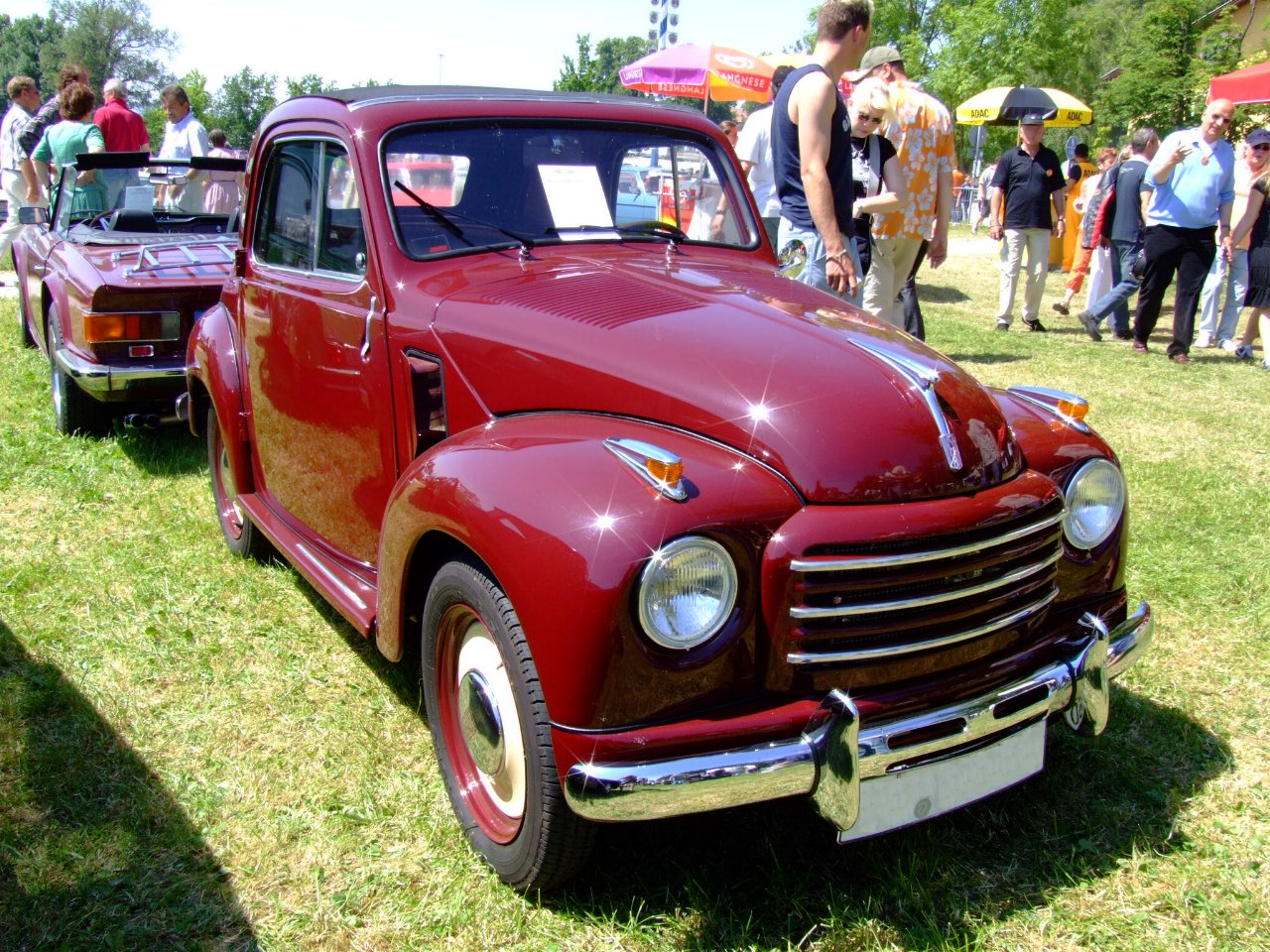
Lizenzbau: NSU-Fiat

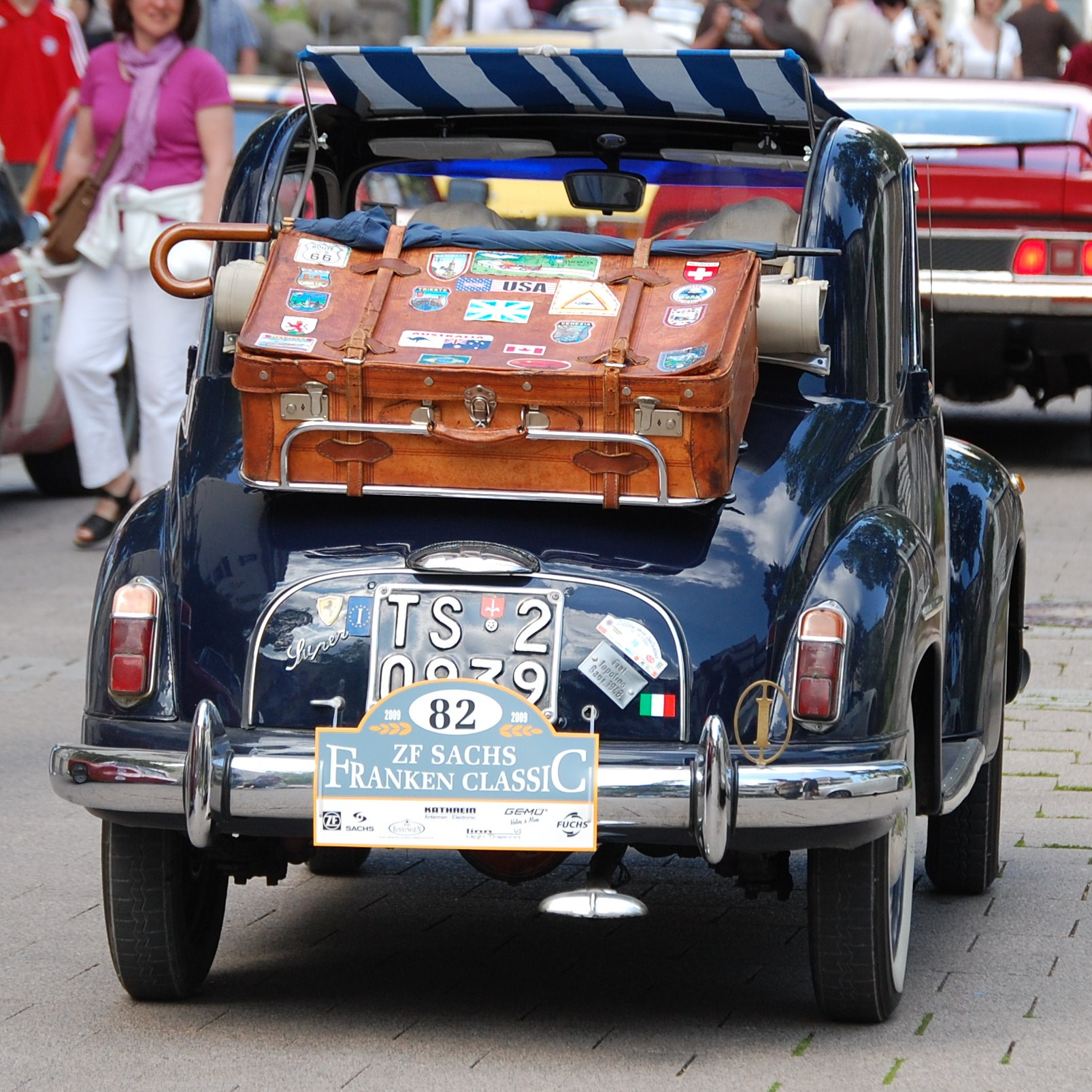
Fiat Topolino (1948)
mit Sonnenmarkise und Gepäckhalterung

Der Fiat 500, oft in Abgrenzung zu dem späteren, gleichnamigen Nuova 500 Topolino genannt, ist ein von 1936 bis 1955 hergestellter Kleinwagen von Fiat.

## Versionen und Stückzahlen

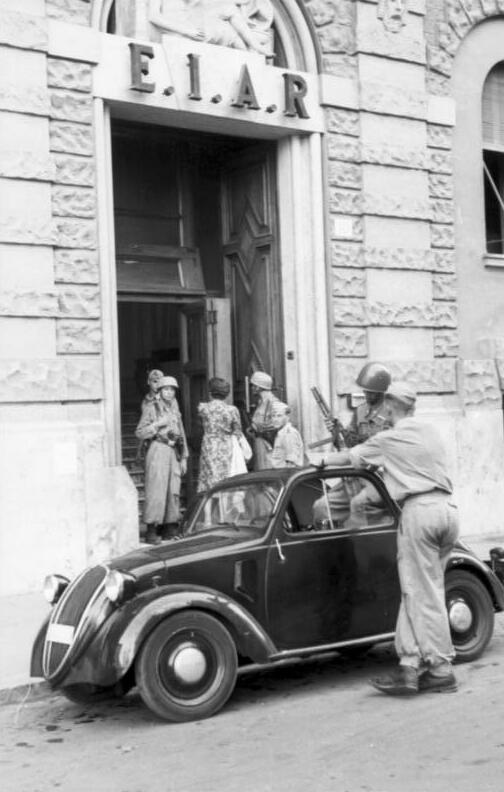
Topolino 1943 mit Soldaten

Der erste Fiat 500 – in Italien auch Topolino genannt (zu deutsch: Mäuschen, aber auch der italienische Name der US-amerikanischen Comicfigur Mickey Mouse) – wurde in den Jahren 1936 bis 1955 in drei Versionen insgesamt 516.646-mal gebaut. Außer der normalen zweisitzigen Pkw-Ausführung (Berlina) gab es ab 1949 auch einen viersitzigen Kombi (Giardiniera Belvedere) und schon ein paar Jahre vorher einen kleinen Lieferwagen (Furgoncino). Die Pkw-Modelle waren mit Faltdach lieferbar. Für den Export nach England wurde eine viersitzige Cabriolimousine gebaut, und die Karosseriewerke Weinsberg bauten einen Roadster. Konstrukteur des Topolino war der Ingenieur Dante Giacosa.

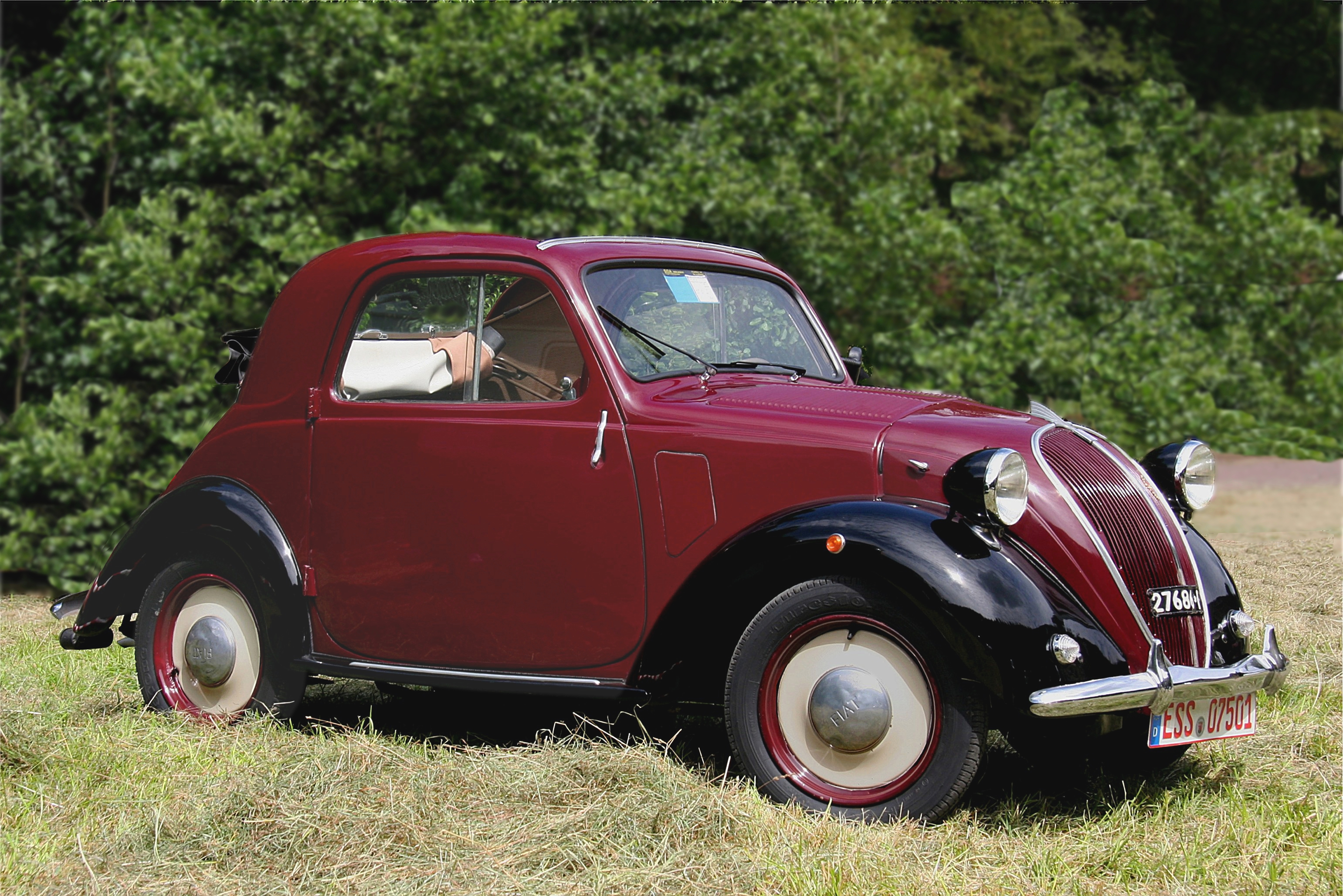
Fiat 500 B
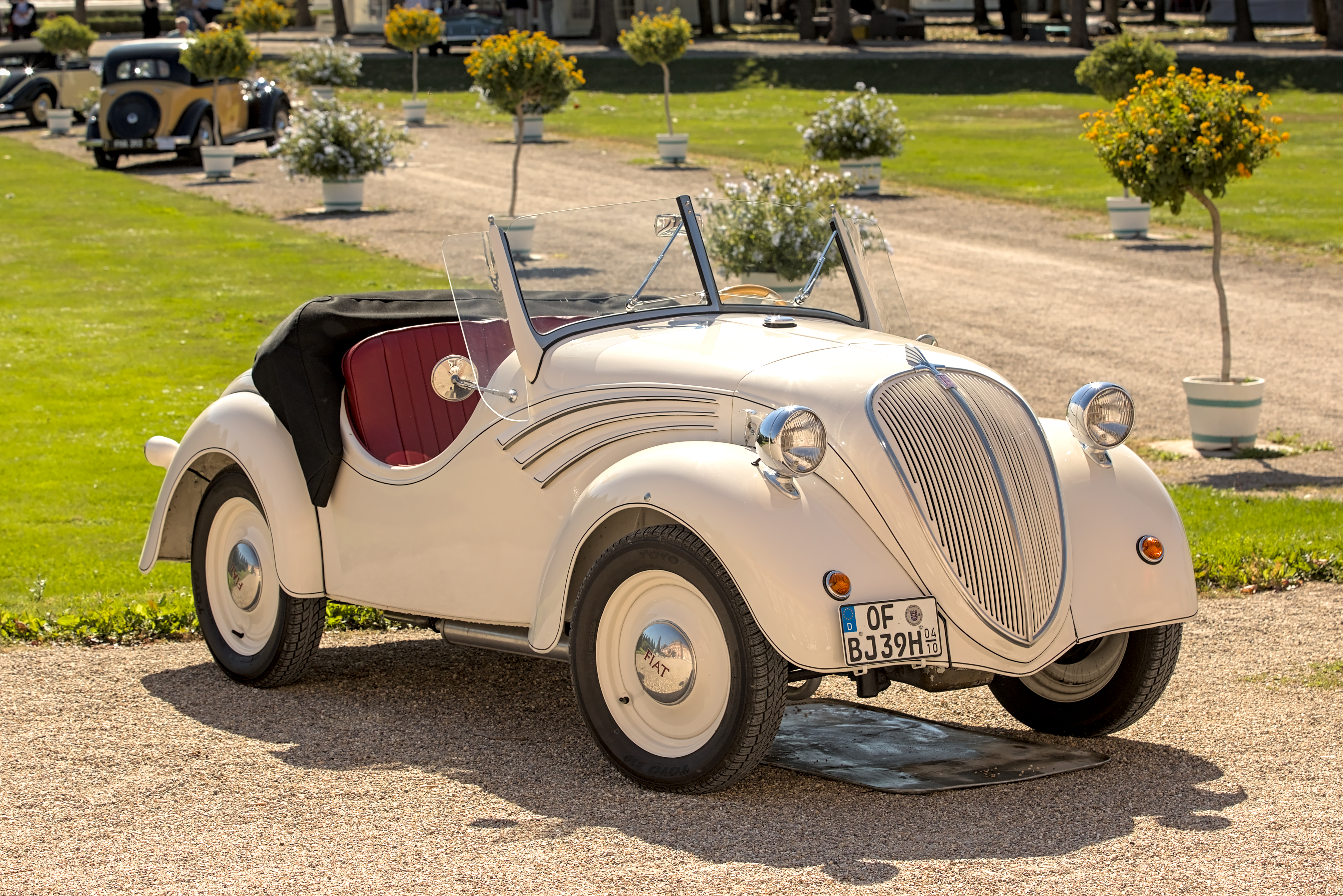
Fiat 500 Weinsberg Roadster
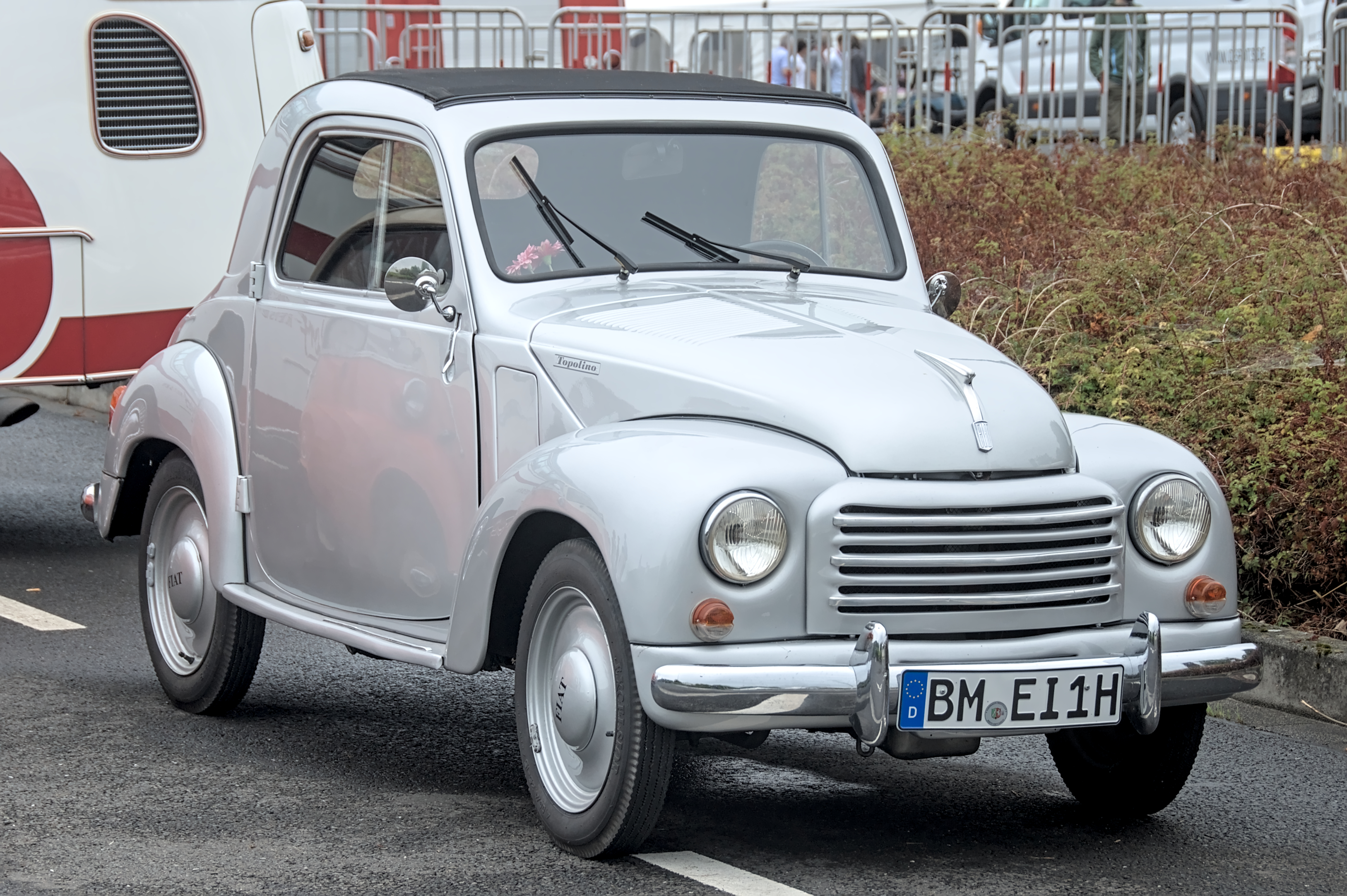
Fiat 500 C mit „amerikanisierter“ Front
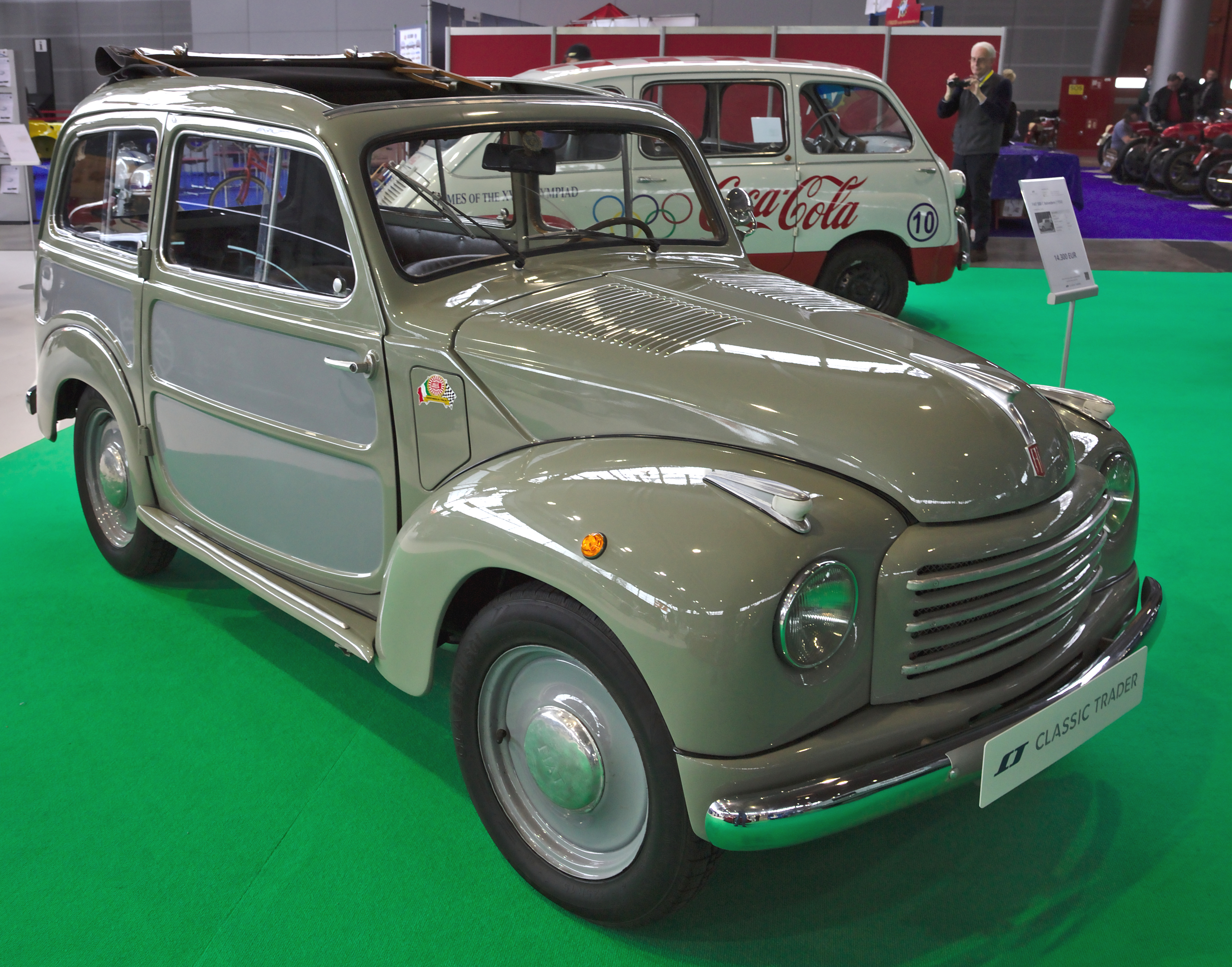
Fiat 500 Topolino Kombi („Giardiniera Belvedere“)

## Technisches Konzept

### Motor und Getriebe
Der Motor des von 1936 bis 1948 produzierten Fiat 500 A mit 569 cm³ Hubraum bei 52 mm Bohrung und 67 mm Hub leistete 10 kW (14 PS) bei 4000/min. Er saß vor der Vorderachse und war so tief eingebaut, dass der dahinter etwas höher liegende Kühler ohne Wasserpumpe (Thermosiphonkühlung) auskam. Weil der Tank vorn unter der Windschutzscheibe lag, brauchte der Wagen keine Benzinpumpe. Der Vierzylinder-Reihenmotor hatte eine zweifach gelagerte Kurbelwelle, stehende Ventile und Schleuderschmierung. Spätere Modelle hatten eine Druckumlaufschmierung mit Ölpumpe. Die beiden Hauptlager der Kurbelwelle wurden direkt versorgt, die beiden mittleren Pleuellager über eine außen an der Kurbelwange zwischen erstem und zweitem Zylinder angebrachte Ölleitung. Daher kam es bei Überhitzung oft zu Problemen, weil Pleuellager 3 zu wenig Schmierung erhielt. Das Vierganggetriebe war nur im dritten und vierten Gang synchronisiert, beim Herunterschalten in den zweiten und ersten Gang musste Zwischengas (italienisch „la doppietta“) gegeben werden. Frühe Versionen hatten unsynchronisierte Getriebe. In Italien wurde von Siata eine Sportversion mit 15 kW (20 PS) bei 6000/min und hängenden Ventilen verkauft. In Deutschland gab es Fahrzeuge, die mit einem VD-Kompressor von Viktor Derbuel, Gera, nachgerüstet waren.
Für den Winterbetrieb musste beim Luftansaugstutzen eine Klappe so justiert werden, dass nur Luft, die über den warmen Motorblock streichen konnte, in den Vergaser gelangte, um Vergaservereisung zu verhindern. Beim Startvorgang betätigte man die Starterklappe, dadurch wurde das Benzin-Luft-Gemisch mit Benzin angereichert. Eine leere Batterie war kein Problem, denn es gab eine Handkurbel, um den Motor mit einigen Drehungen zum Laufen zu bringen.

### Fahrwerk und Karosserie
Die in der ersten Serie an viertelelliptischen Auslegerfedern und Längslenkern, danach an längs eingebauten halbelliptischen Blattfedern geführte starre Hinterachse mit Differenzial wurde über eine Kardanwelle mit Hardyscheibe bzw. Gelenkscheibe (Hersteller: SGF GmbH & Co. KG, Typ GHL-4) angetrieben. Die Handbremse wirkte als Bandbremse auf eine Trommel an der Kardanwelle. Die Vorderräder waren einzeln an unteren Querlenkern und oberer Querblattfeder aufgehängt. Die Lenkung arbeitete mit Schnecke und Schneckenrad. Das Fahrzeug hatte einen X-förmigen Profilrahmen (mit Löchern zur Gewichtsersparnis) und eine Stahlkarosserie. (Den Kombi gab es anfangs als „Woody“ mit Seitenteilen und Türen aus Hartfaserplatten mit Holzrahmen.) Die Türen aller Versionen waren hinten angeschlagen und hatten Schiebefenster, bis auf den Weinsberg-Roadster, der auch türlos mit tief ausgeschnittener Karosserie gebaut wurde. Zur zusätzlichen Lüftung gab es je eine Klappe in den vorderen Seitenteilen.
Bei einem Leergewicht von anfangs 535 kg erreichte der Wagen eine Höchstgeschwindigkeit von zunächst 90 km/h, später 95 km/h.

## Fertigung

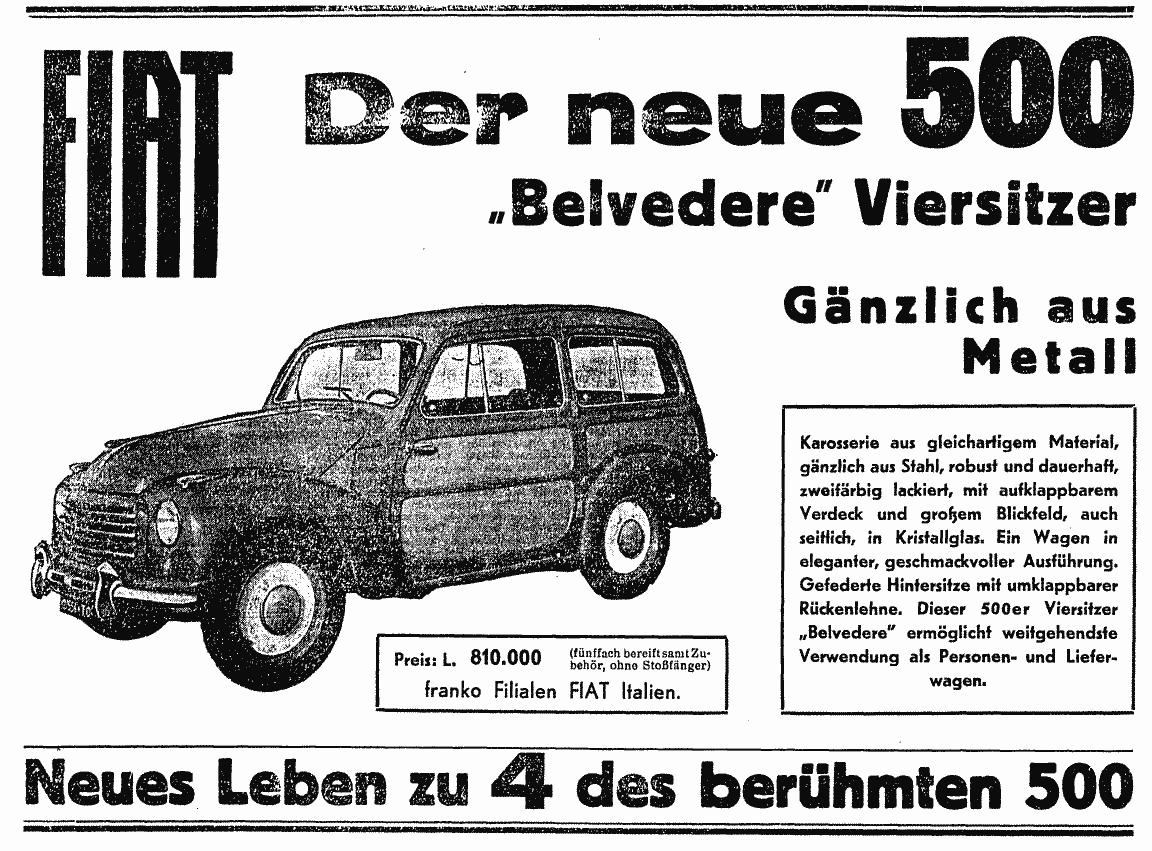
Zeitungsanzeige für den Fiat 500 Belvedere Viersitzer, Bozen 1952

Von der ersten Modellvariante des Fiat 500 entstanden etwa 122.000 Fahrzeuge, denen 1948 bis 1949 der Fiat 500 B mit einer Stückzahl von etwa 21.000 folgte. Der Wagen hatte einen verbesserten 16,5-PS-Motor mit hängenden Ventilen und Druckölschmierung mit Ölpumpe. 1949 erschien die Modellvariante C mit einer „amerikanisierten“ Front. Mit rund 370.000 bis 1955 produzierten Exemplaren war dieser Kleinwagen zu seiner Zeit eines der erfolgreichsten Automobile Europas.
Außer in Italien wurde der Fiat 500 in Lizenz unter anderem in England, in Frankreich als Simca 5 und Simca 6, in Deutschland als NSU-Fiat und in Österreich von Steyr-Puch gebaut und weithin exportiert, darunter nach China, den USA und Australien. Einige Exemplare entstanden vor 1937 auch bei Todd Motors in Neuseeland.
NSU-Fiat in Heilbronn baute den Wagen von 1937 bis 1955 in verschiedenen Versionen. Bis zum Beginn des Krieges 1939 wurden dort 4000 Exemplare gefertigt.
| Jahr           | 1950  | 1951  | 1952  | 1953  | 1954  | 1955 | Summe |
| -------------- | ----- | ----- | ----- | ----- | ----- | ---- | ----- |
| NSU-Fiat 500 C | 1.047 | 1.782 | 4.275 | 2.568 | 1.760 |      |       |

Der Preis lag bei 1925 Reichsmark. Diese Ausführungen waren in Details verbessert und hatten zum Beispiel serienmäßig verlängerte Regenschutzleisten an den Vordertüren und eine Wassertemperaturanzeige links am Armaturenbrett. Die Höchstgeschwindigkeit der normalen Cabriolimousine des C-Modells lag mittlerweile bei 95 km/h. Der Kombi erreichte 90 km/h.
Nachfolger war der ab 1955 gebaute Fiat 600.
Der 500 Topolino war Basis und Teilespender für zahlreiche Individualkonstruktionen. Giotto Bizzarrini beispielsweise baute auf seiner Grundlage 1953 den sportlichen Kleinwagen Bizzarrini 500 Macchinetta.

## Siehe auch

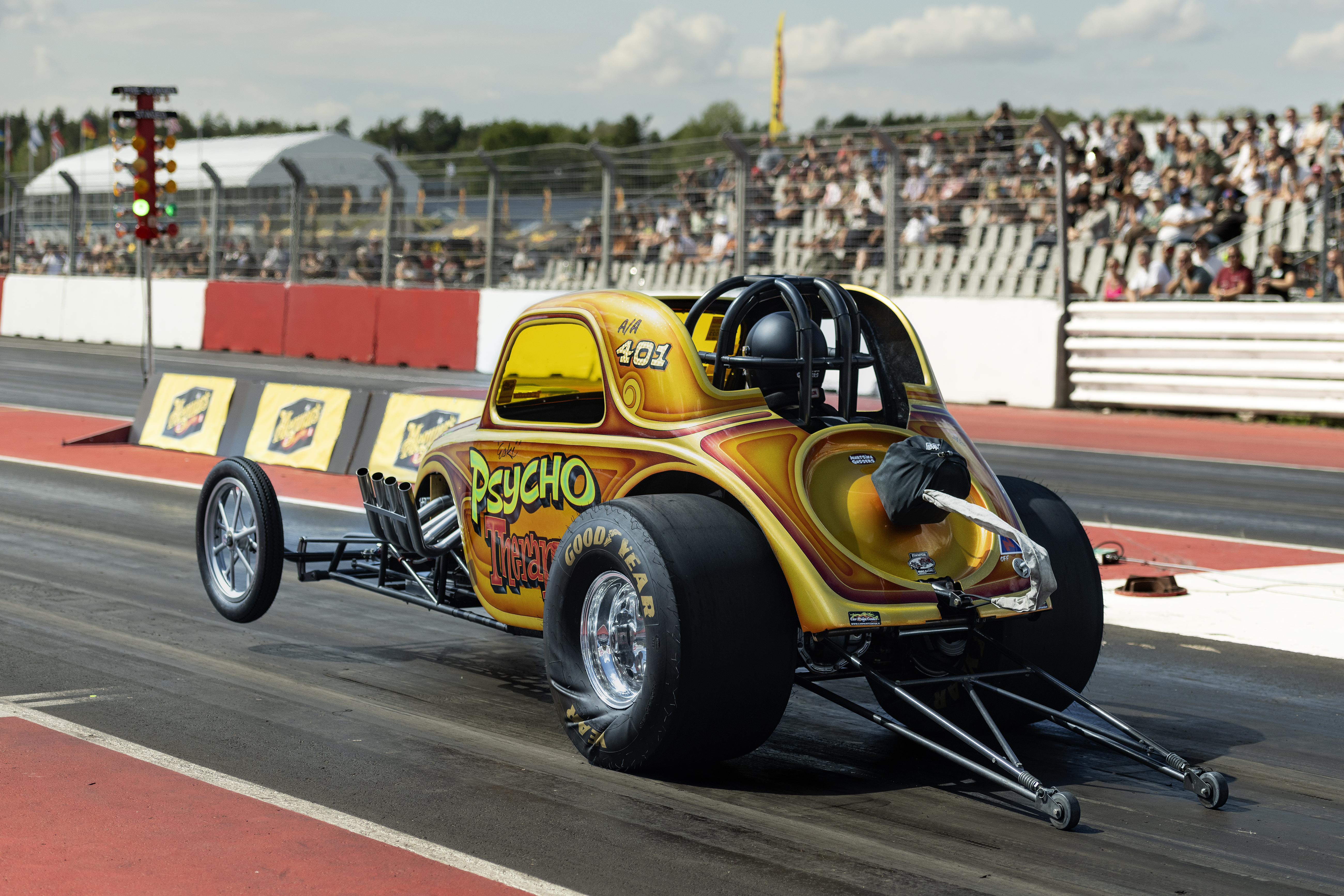
Dragster auf Basis eines Fiat Topolino